# 霍思燕
霍思燕（1980年10月23日—），出生于北京市海淀区，中国大陆女演员。

## 生平

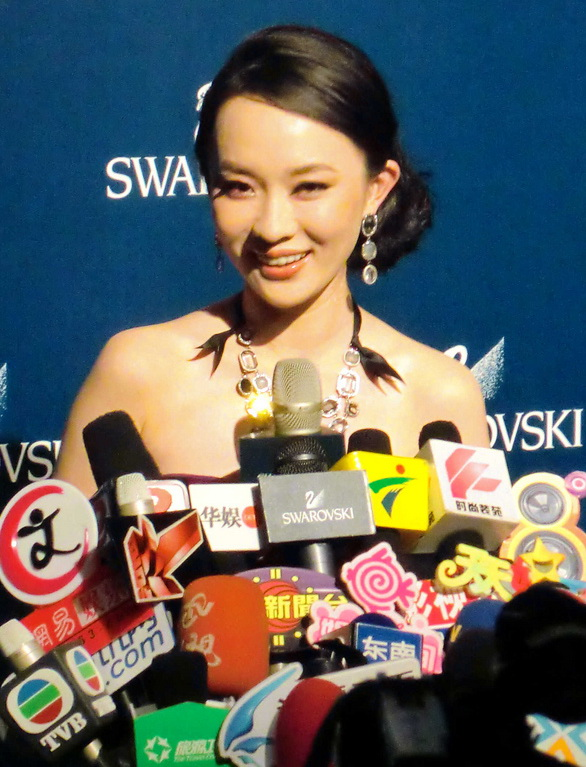
霍思燕2010年出席活動照

霍思燕出生於小康之家，父母是大學教師，从16岁开始已經有演出廣告的經驗，直到高二被邀參演電視劇《贫嘴张大民的幸福生活》，始正式進入演藝圈。霍思燕并未参加高考，轉移成為一名演員，參與多齣電視劇，在电视剧《三少爷的剑》中出演“天下第一美人”纪情。其電影處女作是和劉青雲主演的香港電影《我要成名》。

## 感情生活
霍思燕17岁时就交了一位摄影师男朋友，两人交往8年后分手。
2009年2月，杨溢在某次聚会上认识了霍思燕，此后开始主动发短信示好。杨溢追了霍思燕大半年才跟她确立恋爱关系，2012年，霍思燕与杨溢分手。
2012年，霍思燕与比她小5岁的演员杜江相恋。2013年4月，霍思燕发微博向大家报喜回应怀孕的传闻。同年，剖腹产下一子。

## 影视作品

### 电视剧
- 1998年 《贫嘴张大民的幸福生活》-女三号：张大雪
- 1999年 《生死两周半》-饰 周雅丽
- 1999年 《罪证》-饰 罗嘉宁
- 1999年 《京都神探》-饰 平儿
- 2000年 《屈原》-饰 庄蝶
- 2000年 《铁齿铜牙纪晓岚》-饰 香草
- 2000年 《三少爷的剑》-饰 纪情
- 2000年 《星梦恋人》-饰 何珊珊
- 2000年 《九九归一》-饰 郑秀儿
- 2001年 《都来看/徐文长外传》
- 2001年 《非常情网》- 饰 孟菲
- 2001年 《陈真后传》- 饰 公主
- 2001年 《孙中山》- 饰 苏妹
- 2002年 《换个活法》- 女三号：易晓帆
- 2002年 《钱王》- 女三号：王小妹
- 2002年 《少年天子》- 女四号：乌云珠
- 2003年 《我的父亲母亲》- 女一号：田招弟
- 2003年 《女人汤》领衔主演：高子（女二号）
- 2004年 《欢天喜地七仙女》-主演：七妹（女一号）
- 2004年 《聊斋之小谢与秋容》- 主演：秋容（女一号）
- 2005年 《杨乃武与小白菜》 女一号：小白菜
- 2005年 《嘉庆皇帝/嘉庆传奇》主演：瓜儿（女一号）
- 2005年 《大清后宫》友情客串：沈吟秋
- 2005年 《像风一样离去/风一样离去》- 主演：乔可欣/陈颖欣（女一号）
- 2006年 《西安事变》女一号：赵一荻 〈合作演员：胡军〉
- 2007年 《生命有明天》主演：孙丽（女二号）
- 2007年 《最后的格格》领衔主演：艾云香（女一号）
- 2008年 《江湖往事》（原名:《东方霸主》）领衔主演：赵小灵（女一号）
- 2008年 《夫妻一场》领衔主演：宁小燕（女一号）
- 2009年 《孽缘》领衔主演：汪海灵（女一号）
- 2009年 《爱要有你才完美》（原名《如果愛》）领衔主演：徐孟菲（女一号）
- 2009年 《玫瑰江湖》领衔主演：君綺羅（女一号）
- 2009年 《贤妻良母》友情客串：米米
- 2009年 《天師鍾馗之美麗傳說》联合主演：苏美娘/苏妲己（女一号）
- 2010年 《唐琅探案》主演：蘇鶯鶯（某案件主角）
- 2010年 《兄弟英雄》领衔主演：苏臻玉（女一号）
- 2010年 《风车/我和我的小姨》领衔主演：舒兆欣（女一号）
- 2012年 《楚汉传奇》(客串)
- 2012年 《女人帮·妞儿》特别出演：美美
- 2013年 《爱情面前谁怕谁》饰 余小渔
- 2014年 《草帽警察》饰 赵小静
- 2014年 《青年医生》饰 李丹(客串)
- 2015年 《我的媳妇是女王》饰 开心
- 2015年 《我爱男保姆》饰 陶乐
- 2016年 《再见，老婆大人》饰 甄美仁
- 2016年 《追婚记》饰 白芍
- 2018年 《北京遇上西雅圖 (電視劇)》飾 朱一然

### 電影
- 1999年 《而立左右》饰演 叶晓
- 2006年 《我要成名》飾演：吳曉菲
- 2006年 《天行者》飾演：乐聪慧
- 2008年 《微笑圈》飾演：海星
- 2010年 《迷城》飾演：甘秀
- 2010年 《精武風雲·陈真》飾演：唯唯
- 2010年 《绝命岛》飾演：山寨妹
- 2010年 《龍鳳店》飾演：長慈郡主
- 2010年 《大玩家》飾演：云儿
- 2011年 《夢遊3D》 飾演：欧碧仪
- 2010年 《午夜火车》飾演：杨洁
- 2011年 《赢家》飾演：霍小燕
- 2012年 《饮食男女：好远又好近》飾演：唐瓦兒
- 2012年 《二次曝光》飾演：小西
- 2012年 《王的盛宴》飾演：戚夫人
- 2012年 《父亲》飾演：霍燕燕
- 2012年 《我的爱》飾演：丁燕
- 2016年 《罗曼蒂克消亡史》飾演：妓女
- 2018年 《红海行动》飾演:海军女战士
- 2018年 《来电狂响》飾演:李楠
- 2021年 《燃野少年的天空》
- 待上映 《英格力士》
- 待上映 《荒原》

### MV作品
- 2011年《父亲》（微电影《父亲》片尾曲）
- 2011年《微幸福》（微电影《赢家》片尾曲）
- 2010年 《眼睛》 （电影《大玩家》主题曲）
- 2010年《大玩家》（电影《大玩家》主题曲）
- 2010年《我是绿叶》（北京科技周公益主题曲）
- 2007年《断章》（电视剧《最后的格格》片头曲）
- 2006年《我要成名》
- 小柯 《等你爱我》（专辑：小柯2002）
- 小柯 《像爱你一样爱她》
- 2009年《点亮梦想》（庆祝北京奥运会一周年主题曲）
- 2010年《活力·闪耀》（华谊群星为世博会所唱歌曲）

### 公益短片
- 2012年 《我生命中的最美好一天》

### 综艺节目
- 2018年 媽媽是超人第三季
- 2019年 妻子的浪漫旅行第三季

### 配音作品
- 2011年 《老夫子之小水虎传奇》配音：冰棒棒

## 音乐作品
- 2010年 《眼睛》（电影《大玩家》主题曲）
- 2010年 《我是绿叶》（北京科技周公益主题曲）
- 2009年 《点亮梦想》（庆祝北京奥运会一周年主题曲）
- 2008年 《我们有爱》（华谊群星赈灾歌曲）

《活力·闪耀》（华谊群星为世博会所唱歌曲）

## 奖项
| 年份 | 頒獎典禮             | 獎項       | 作品         | 結果 |
| ---- | -------------------- | ---------- | ------------ | ---- |
| 2007 | 第26屆香港電影金像獎 | 最佳新演员 | 《我要成名》 | 提名 |